# 雲雀之丘車站 (北海道)
雲雀之丘車站（日语：／ Hibarigaoka eki */?）是一位於日本北海道札幌市厚別區厚別南1丁目，隸屬於札幌市交通局的一個地下鐵車站。雲雀之丘車站是札幌市營地下鐵東西線的沿線車站之一，車站編號T18，其命名源自於鄰近的雲雀之丘住宅區（ひばりが丘団地）。

## 車站構造
2面2線的對向式月台。

### 月台配置
| 月台 | 路線   | 目的地           |
| ---- | ------ | ---------------- |
| 1    | 東西線 | 新札幌方向       |
| 2    | 東西線 | 大通、宮之澤方向 |

## 相鄰車站
札幌市營地下鐵
 東西線
大谷地（T17）－雲雀之丘（T18）－新札幌（T19）
1. ↑  . 札幌市政府.   [2017-01-04]. （原始内容存档于2020-02-20）.